# Марија Клара Ајмарт
Марија Клара Ајмарт (Нирнберг, 27. мај 1676 — Нирнберг, 29. октобар 1707), била је немачка астрономка, граверка и дизајнерка. Била је ћерка и помоћница Георга Кристофа Ајмарта Млађег.

## Биографија
Марија Клара Ајмарт била је немачка астрономка рођена у Нирнбергу. Била је ћерка сликара, гравера и астронома аматера Георга Кристофа Ајмарта Млађег, који је такође био директор Нирнбершке академије уметности, Малеракадемије, од 1699. до 1704. Њен деда, Георг Кристоф Ајмарт Старији, такође је био гравер и сликар портрета, мртвих природа, пејзажа и историјских тема.
Професија оца Марије Кларе Ајмарт била је уносна, а сву зараду је трошио на куповину астрономских инструмената и на изградњу (1678.) приватне опсерваторије на нирнбершком градском зиду. Био је марљив посматрач и објављивао је своје резултате у разним мемоарима и научним актима.
Због снаге занатске традиције у Немачкој, Марија Клара Ајмарт је успела да искористи прилику да се обучи као шегрт код свог оца. Преко њега је стекла широко образовање из француског, латинског, математике, астрономије, цртања и гравирања. Њене вештине гравера омогућиле су јој да помаже оцу у његовом раду, а постала је позната по својим приказима месечевих фаза. Поред тога, илустровала је цвеће, птице и класичне теме, али већина ових слика је изгубљена. Године 1706. Ајмартова се удала за Јохана Хајнриха Милера (1671-1731), очевог ученика и наследника, који је 1705. постао директор опсерваторије Ајмарт. Милер је такође предавао физику у нирнбершкој гимназији, где је Ајмартова помагала свом мужу. Милер је био толико под утицајем породичне љубави према астрономији да је постао вредан аматер, а потом и професор у Алторфу, где је користио своју вештину у приказивању комета, сунчевих пега и лунарних планина уз помоћ Марије Кларе. У првим годинама њихове везе, њихови сарадници су били два брата Рост, који су били романописци и астрономи, и Допелмајер, историчар астрономије. Године 2012. Маркус Хајнц из Државне библиотеке у Берлину открио је две њене слике потпуног помрачења Сунца које је виђено у Нирнбергу 1706. За њих се знало да су постојале, али се такође сматрало да су изгубљене. Ове слике се одлично слажу са текстуалним описима догађаја и сада су од великог научног значаја, будући да су јединствени приказ соларне короне од стране обученог астронома током Маундеровог минимума.
Само годину дана након удаје, Марија Клара Ајмарт умрла је на порођају у Нирнбергу.

## Астрономске илустрације
Ајмарт је најпознатија по својим тачним астрономским илустрацијама направљеним бледим пастелним бојама на тамноплавом картону. Између 1693. и 1698. године, Ајмарт је направила преко 350 цртежа месечевих фаза. Ова колекција цртежа, направљена искључиво из посматрања кроз телескоп, носила је назив Micrographia stellarum phases lunae ultra 300. Дванаест од њих је дато Луиђију Фердинанду Марсиљију, научном сараднику њеног оца, а десет је преживело у Болоњи, заједно са три мање студије на браон папиру. Њена непрекидна серија приказа постала је основа за нову лунарну мапу. Године 1706, Ајмарт је направила две илустрације потпуног помрачења у Нирнбергу. Ту су и неки цртежи планета и комета.

## Галерија
- Уочена фаза Месеца
- Друга фаза Месеца
- Илустрација пуног месеца
- Фазе Меркура које је посматрао Јоханес Хевелијус
- Фазе Венере
- Аспект Марса
- Аспект Јупитера
- Аспект Сатурна
- Комете
- Параселена и Пархелион
- Астрономске илустрације